# Tien Tzu-chieh
Tien Tzu-chieh (chinesisch 田子傑, Pinyin Tián Zǐjié; * 19. Januar 1995) ist ein taiwanischer Badmintonspieler. 

## Karriere
Tien Tzu-chieh gewann bei den Juniorenweltmeisterschaften 2011 und 2013 Bronze. Bei den Erwachsenen siegte er im Herrendoppel mit Wang Chi-lin bei den Maldives International 2013. Bei den India International 2013 belegte er Rang zwei im Doppel.